# Teunisbloemaardvlo
De teunisbloemaardvlo (Altica oleracea) is een keversoort uit de familie bladkevers (Chrysomelidae), die tot de tribus Alticini behoort. De wetenschappelijke naam van de soort werd in 1758 gepubliceerd door Carl Linnaeus. De soort komt van nature voor in Europa.

## Beschrijving
De kever is 3-4 mm lang en heeft een metaalachtig groene, blauwgroene of blauwe tot goudgroene kleur. De poten en antennen zijn donker gekleurd. Het halsschild heeft een dunne dwarse groef op de basale helft. De dekschilden zijn fijn gepunkteerd. Dankzij een veermechanisme (de "metafemorale veer") in de sterk ontwikkelde dij van de achterste poten kunnen de kevers, typisch voor de meeste aardvlooien wegspringen bij gevaar.

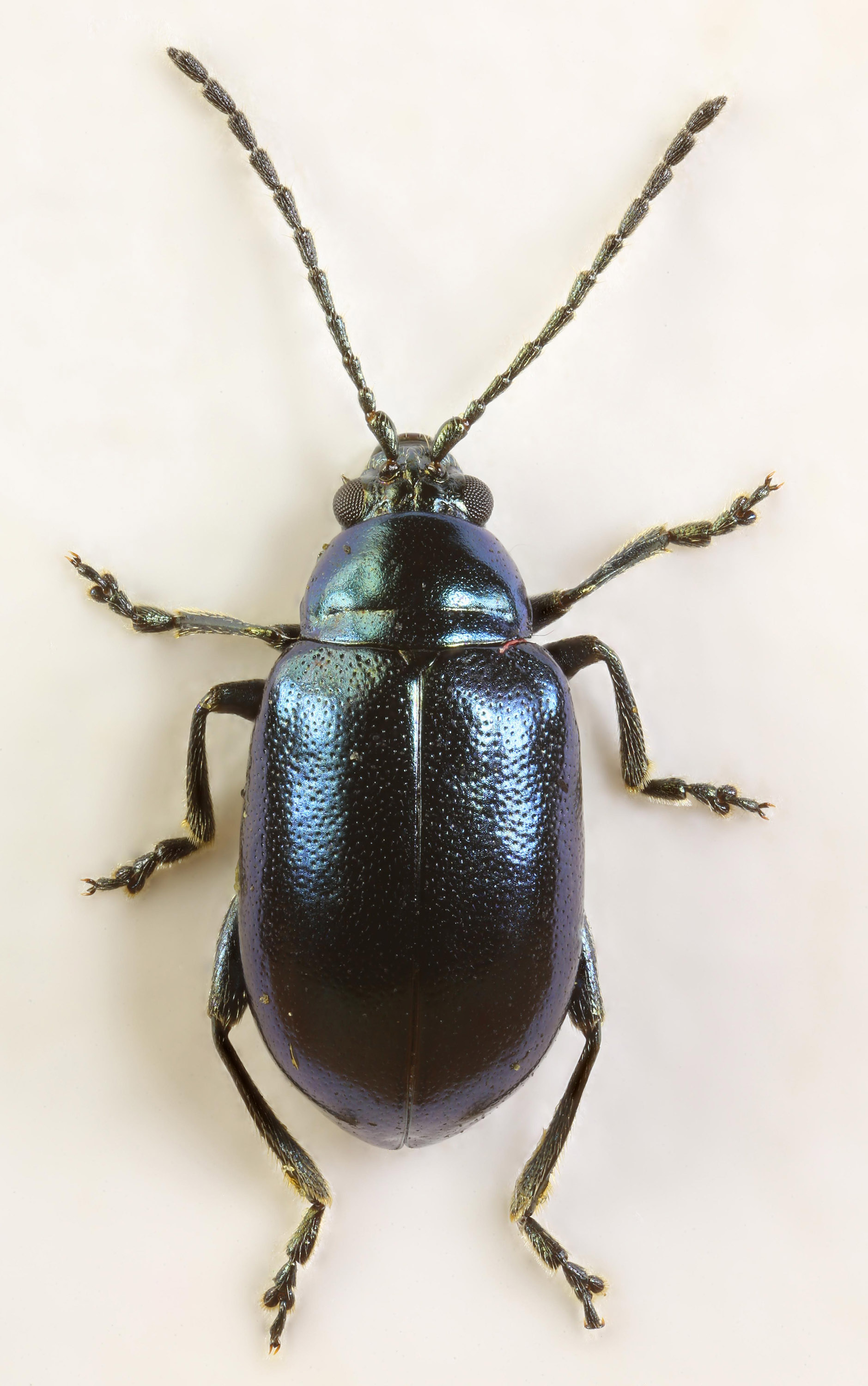
Kever
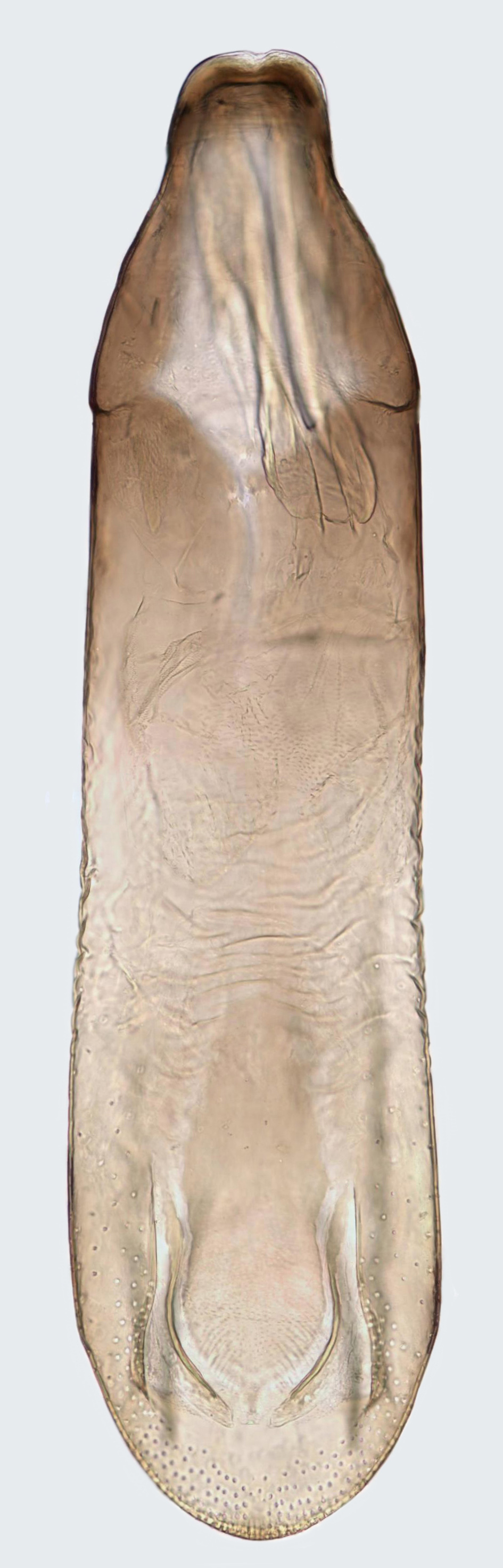
Penis

## Levenswijze
De kevers zijn te zien van maart tot de herfst. Bossages en struiken vormen hun typische habitat. In de vroege zomer leggen de vrouwtjes de eieren op de waardplanten. De kevers vreten van de bovenzijde van de bladeren en de donker gekleurde larven skeletteren de bladeren. De kever overwintert onder het mos.

## Waardplanten
Waardplanten zijn basterdwederik-soorten, vooral de viltige basterdwederik en teunisbloem-soorten. Verder komt de teunisbloemaardvlo voor op de grote kattenstaart, gewoon varkensgras, zuring-soorten, vederdistel-soorten, struikhei, pimpernel-soorten, hongerbloempje-soorten en Capsella-soorten.

## Ondersoorten
- Altica oleracea breddini (Mohr, 1958)
- Altica oleracea oleracea (Linnaeus, 1758)